# آل براز (وادي الدواسر)
آل براز، هي قرية من فئة (أ) تقع في محافظة وادي الدواسر، والتابعة لمنطقة الرياض في السعودية. وتبعد آل براز عن محافظة وادي الدواسر بمسافة تقارب () كم.